# Robert Samatan

a Compétitions nationales et continentales officielles uniquement.

b Matchs officiels uniquement.
Robert Samatan (dit Bob la Science) est un Français joueur de rugby à XV et de rugby à XIII, né le 16 avril 1909 à Toulouse et mort le 4 mai 1986 à Antibes.
Il débute au TOEC (rugby à XV), 1,78 m pour 76 kg à ses débuts, puis est trois-quarts ailier gauche au SU Agen (mais également troisième ligne centre ou droit).
Très puissant, il est le grand précurseur du style de jeu des ailiers modernes. Le premier à s’inspirer de sa technique vive et alerte est le bayonnais Jean Dauger.
En mars 1934, licencié au SU Agen, il fait partie de la fameuse équipe treiziste des « Galia’s boys » qui effectue une tournée mémorable au Angleterre sous le capitanat et management de son créateur Jean Galia. Pionnier (Galia's boy) ne donne pas droit à la qualité d'International.
Optant pour le rugby à XIII, Il intègre l'équipe de Roanne XIII où Max Rousié et Jean Dauger le rejoignent en 1938.
En 1951, il codirige la première tournée d'un sport collectif français (i.e. Équipe de France de rugby à XIII) en Australie et Nouvelle-Zélande. 
Dans la vie civile, il était grossiste dans le secteur alimentaire.

## Famille
Robert Urbain Jean Samatan naît le 16 avril 1909 à Toulouse (Haute-Garonne) . Son père, Victor Samatan (1864-?), est expert-comptable, et sa mère, Aimée Bellan (1870-?), sans profession. Il a une sœur : Anna (1895-1986). Il se marie le 1er mai 1939 à Élise Perrier (1901-1988), commerçante, en la mairie du 7e arrondissement de Lyon et décède le 4 mai 1986 à Antibes (Alpes-Maritimes).

## Biographie
Robert Samatan effectue une interview dans L'Auto en mars mars 1934 lors de son passage au rugby à XIII dans lequel il dénonce l'hypocrisie et l'amateurisme marron au sein de la fédération française de rugby à XV depuis plusieurs années. Alors joueur au lycée de Toulouse, il reçoit une offre d'Annibert (du stade Toulousain devenu après membre de la fédération française d'athlétisme où il y dicta les lois de l'amateurisme intégral). Annibert lui promet une réussite aux examens et de nombreux avantages et M. Furst du stade Toulousain également lui proposa 200 francs par mois, ce qui convint Samatan de signer. Après quelques mois, son salaire a quadruplé et nombreux clubs lui offrent un meilleur salaire à l'image de Quillan et Carcassonne, mais c'est finalement Agen par l'intermédiaire de M.  Armand Bastoul qui obtient sa signature pour 25 000 francs et une situation, qui convainc plus tard Maurice Porra de le rejoindre à Agen pour 1 500 françs par mois. Il décide de prendre part à la création d'une équipe française de rugby à XIII avec Jean Galia. Missionné par ce dernier pour convaincre des joueurs de signer en rugby à XIII, il se heurte aux surenchères de nombreux clubs de rugby à XV pourtant amateurs sur le principe, notamment à l'USA Perpignan.
Il entraîne le Celtic de Paris en 1951.

## Palmarès

### Rugby à XV
- Collectif : 
  - Vainqueur du Championnat de France : 1930 (Agen).
  - Vainqueur du Challenge Yves du Manoir : 1932 (Agen).

#### Tournoi des Cinq Nations
| Édition | Rang | Résultats France | Résultats Samatan | Matchs Samatan |
| ------- | ---- | ---------------- | ----------------- | -------------- |
| 1930    | 2    | 2 v 0 n 2 d      | 2 v 0 n 2 d       | 4/4            |
| 1931    | 2    | 2 v 0 n 2 d      | 2 v 0 n 2 d       | 4/4            |

#### Détails en sélection
| Matchs internationaux de Robert Samatan | Matchs internationaux de Robert Samatan | Matchs internationaux de Robert Samatan | Matchs internationaux de Robert Samatan | Matchs internationaux de Robert Samatan | Matchs internationaux de Robert Samatan | Matchs internationaux de Robert Samatan | Matchs internationaux de Robert Samatan | Matchs internationaux de Robert Samatan | Matchs internationaux de Robert Samatan | Matchs internationaux de Robert Samatan | Matchs internationaux de Robert Samatan |
|                                         | Date                                    | Adversaire                              | Résultat                                | Compétition                             | Poste                                   | Points                                  | Essais                                  | Pen.                                    | Drops                                   |                                         |                                         |
| --------------------------------------- | --------------------------------------- | --------------------------------------- | --------------------------------------- | --------------------------------------- | --------------------------------------- | --------------------------------------- | --------------------------------------- | --------------------------------------- | --------------------------------------- | --------------------------------------- | --------------------------------------- |
| sous les couleurs de la France          |                                         |                                         |                                         |                                         |                                         |                                         |                                         |                                         |                                         |                                         |                                         |
| 1.                                      | 1er janvier 1930                        | Écosse                                  | 7-3                                     | Cinq Nations                            | Ailier                                  | -                                       | -                                       | -                                       | -                                       |                                         |                                         |
| 2.                                      | 25 janvier 1930                         | Irlande                                 | 5-0                                     | Cinq Nations                            | Ailier                                  | 3                                       | 1                                       | -                                       | -                                       |                                         |                                         |
| 3.                                      | 22 février 1930                         | Angleterre                              | 5-11                                    | Cinq Nations                            | Ailier                                  | -                                       | -                                       | -                                       | -                                       |                                         |                                         |
| 4.                                      | 6 avril 1930                            | Allemagne                               | 31-0                                    | Test-match                              | Ailier                                  | 9                                       | 3                                       | -                                       | -                                       |                                         |                                         |
| 5.                                      | 21 avril 1930                           | Pays de Galles                          | 0-11                                    | Cinq Nations                            | Ailier                                  | -                                       | -                                       | -                                       | -                                       |                                         |                                         |
| 6.                                      | 1er janvier 1931                        | Irlande                                 | 3-0                                     | Cinq Nations                            | Ailier                                  | -                                       | -                                       | -                                       | -                                       |                                         |                                         |
| 7.                                      | 24 janvier 1931                         | Écosse                                  | 4-6                                     | Cinq Nations                            | Ailier                                  | -                                       | -                                       | -                                       | -                                       |                                         |                                         |
| 8.                                      | 28 février 1931                         | Pays de Galles                          | 3-35                                    | Cinq Nations                            | Ailier                                  | -                                       | -                                       | -                                       | -                                       |                                         |                                         |
| 9.                                      | 6 avril 1931                            | Angleterre                              | 14-13                                   | Cinq Nations                            | Ailier                                  | -                                       | -                                       | -                                       | -                                       |                                         |                                         |
| 10.                                     | 19 avril 1931                           | Allemagne                               | 34-0                                    | Test-match                              | Ailier                                  | 3                                       | 1                                       | -                                       | -                                       |                                         |                                         |

#### Statistiques en club
| Saison  | Saison           | Championnat           | Championnat    | Coupe                    | Coupe     | Sélection | Sélection | Sélection | Sélection | Sélection | Sélection | Sélection |
| Saison  | Saison           | Comp.                 | Class.         | Comp.                    | Class.    | Comp.     | M         | Pts       | Ess.      | Buts      | Dp.       |           |
| ------- | ---------------- | --------------------- | -------------- | ------------------------ | --------- | --------- | --------- | --------- | --------- | --------- | --------- | --------- |
| 1927-28 | Stade toulousain | Championnat de France | 1/2 finale     |                          |           |           |           |           |           |           |           |           |
| 1928-29 | Stade toulousain | Championnat de France | Poule de trois |                          |           |           |           |           |           |           |           |           |
| 1929-30 | SU Agen          | Championnat de France | Vainqueur      |                          |           | CN        | 5         | 9         | 3         | 0         | 0         |           |
| 1930-31 | SU Agen          | Championnat de France | 1/2 finale     |                          |           | CN        | 5         | 3         | 1         | 0         | 0         |           |
| 1931-32 | SU Agen          | Championnat de France | Poule de trois | Challenge Yves du Manoir | Vainqueur |           |           |           |           |           |           |           |

### Rugby à XIII
- Collectif :
  - Vainqueur de la Coupe de France : 1935 (Lyon-Villeurbanne) et 1938 (Roanne).

- Individuel :
  - International à cinq reprises avec l'équipe de France de rugby à XIII entre 1934 et 1937.
  - Coentraîneur du XIII de France (dont de la 1re équipe française de sport collectif (13 de France) qui fit en 1951  une tournée (triomphale et de 2,5 mois) aux antipodes) (1951 à 1955).

#### Coupe d'Europe des nations
| Édition | Rang | Résultats France | Résultats Samatan | Matchs Samatan |
| ------- | ---- | ---------------- | ----------------- | -------------- |
| 1935    | 2    | 1 v 1 n 0 d      | 1 v 1 n 0 d       | 2/2            |
| 1937    | 3    | 0 v 0 n 2 d      | 0 v 0 n 2 d       | 2/2            |

#### Détails en sélection
| 1. | 15 avril 1934    | Angleterre     | 21-32 | Test-match     | Ailier           | 3 | 1 | - | - |
| 2. | 1er janvier 1935 | Pays de Galles | 18-11 | Coupe d'Europe | Ailier           | 6 | 2 | - | - |
| 3. | 28 mars 1935     | Angleterre     | 15-15 | Coupe d'Europe | Ailier           | 3 | 1 | - | - |
| 4. | 6 décembre 1936  | Pays de Galles | 3-9   | Coupe d'Europe | Demi d'ouverture | - | - | - | - |
| 5. | 10 avril 1937    | Angleterre     | 9-23  | Coupe d'Europe | Ailier           | - | - | - | - |

#### Statistiques en club
| Saison    | Saison    | Championnat           | Championnat | Coupe           | Coupe      | Sélection | Sélection | Sélection | Sélection | Sélection | Sélection | Sélection |
| Saison    | Saison    | Comp.                 | Class.      | Comp.           | Class.     | Comp.     | M         | Pts       | Ess.      | Buts      | Dp.       |           |
| --------- | --------- | --------------------- | ----------- | --------------- | ---------- | --------- | --------- | --------- | --------- | --------- | --------- | --------- |
| 1934-1935 | Lyon XIII | Championnat de France | 3e          | Coupe de France | Vainqueur  | CE        | 3         | 12        | 4         | 0         |           |           |
| 1935-1936 | Lyon XIII | Championnat de France | 1/2 finale  | Coupe de France | 1/4 finale |           |           |           |           |           |           |           |
| 1936-1937 | Lyon XIII | Championnat de France | 5e          | Coupe de France | 1/4 finale | CE        | 2         | 0         | 0         | 0         |           |           |
| 1937-1938 | RC Roanne | Championnat de France | 1/2 finale  | Coupe de France | Vainqueur  |           |           |           |           |           |           |           |